# اولاد الشامخ
اولاد الشامخ (به عربی: أولاد الشامخ) یک منطقهٔ مسکونی در تونس است که در استان مهدیه واقع شده‌است. اولاد الشامخ ۵٬۱۲۲ نفر جمعیت دارد.